# Berijpte bosschotelkorst
Berijpte bosschotelkorst (Lecanora albella) is een soort korstmos uit het geslacht Lecanora.

## Ecologie
Berijpte bosschotelkorst komt voor op gladde, meso-eutrofe schors van bomen en struiken.

### Syntaxonomie
Berijpte bosschotelkorst staat te boek als kensoort voor de associatie van melige schotelkorst (Lecanoretum carpineae).

## Verspreiding
De soort kent een kosmopolitische verspreiding.